# غري آبكنارو (مقاطعة تشرام)
غري آبكنارو (بالفارسية: گری آب‌کنارو) هي قرية تقع في قسم تشرام الريفي (مقاطعة تشرام) في إيران. يقدر عدد سكانها بـ 220 نسمة .